# Gayyur Yunus
Gayyur Habil oglu Yunusov (en azerí: Qəyyur Habil oğlu Yunusov; Bakú, 26 de marzo de 1948) es un pintor de Azerbaiyán, miembro de la Unión de Artistas de Azerbaiyán, galardonado con el título "Artista del pueblo de la República de Azerbaiyán" en 2015.

## Biografía
Gayyur Yunus nació el 26 de marzo de 1948 en el pueblo de Amirjan de la ciudad de Bakú. Entre 1967 y 1971 estudió en la Escuela Estatal de Arte de Azerbaiyán en nombre de Azim Azimzade. Después de graduarse de la escuela empezó a estudiar en la Academia Estatal de Arte de Tiflis entre 1971 y 1977. En 1980 fue admitido en la Unión de Artistas de Azerbaiyán y en la Unión de Artistas de la Unión Soviética.
Desde 1972 se han realizado 11 exposiciones individuales de Gayyur Yunus en Azerbaiyán y varios países extranjeros. Sus obras se encuentran en colecciones públicas y privadas en varios países como Alemania, Turquía, Estados Unidos, Francia, Noruega, Finlandia, Dinamarca, Holanda, Siria, Inglaterra, Polonia, Argelia, Irán y Rusia. Desde 1988 se han abierto exposiciones individuales en Bakú, Londres y Alma Ata. Actualmente, las pinturas del pintor se encuentran en el Museo Nacional de Arte de Azerbaiyán, el Museo de la Amistad Popular de Tiflis, el Museo de Arte de Pavlador, la Galería Tretiakov, el Museo de Artes Orientales de Moscú, la Galería Lorangeri en Francia. La última exposición individual del artista se realizó en el Museo de Artes Orientales de Moscú. La exposición se desarrolló bajo el lema "Oculto y visible".

## Premios y títulos
- Premio "Humay" (1995)
- Artista de Honor de la República de Azerbaiyán (2002)[4]
- Medalla Taraggi (2011)[5]
- Artista del pueblo de la República de Azerbaiyán (2015)[6]